# Кузнечная крепость

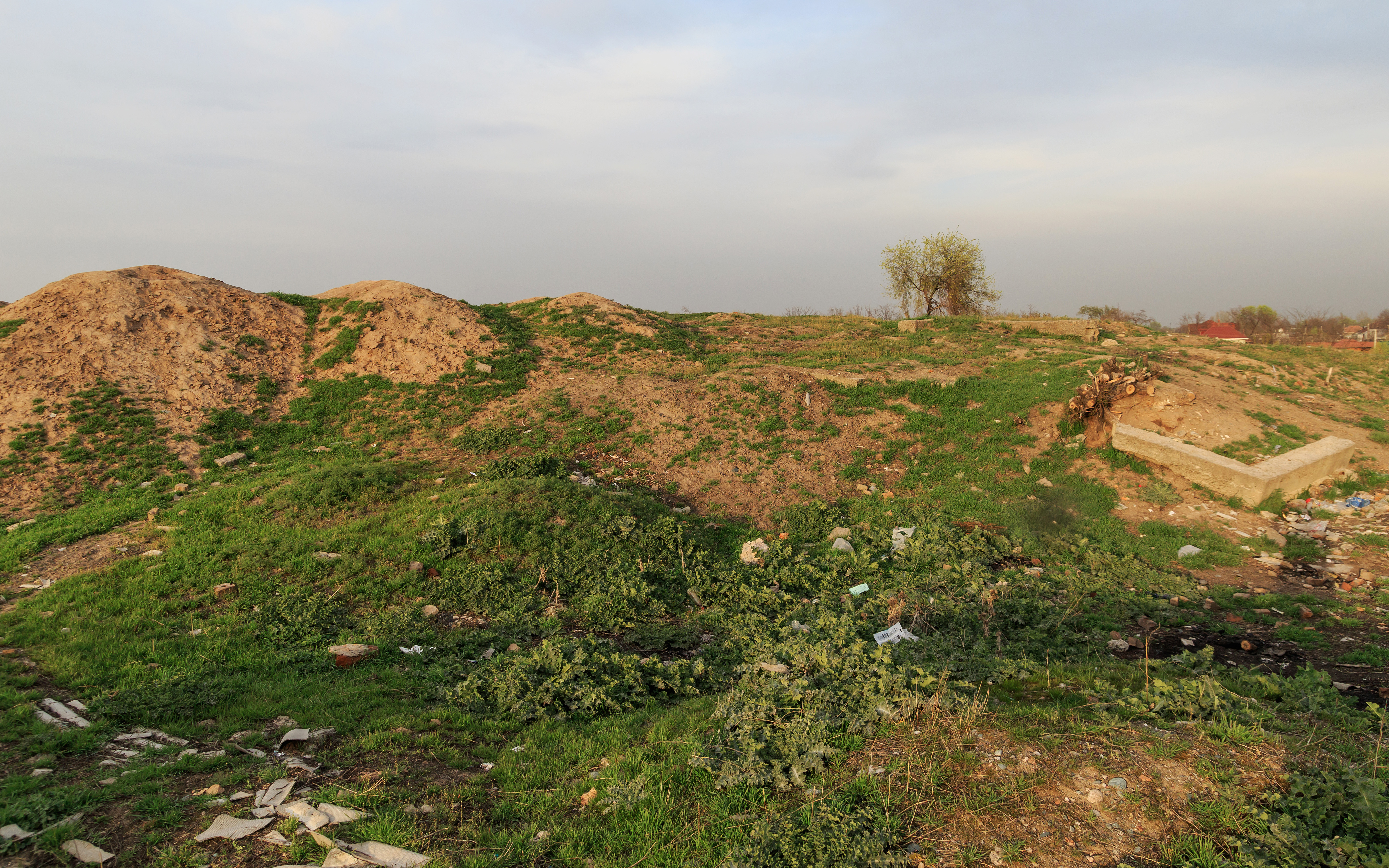
Холм с развалинами крепости

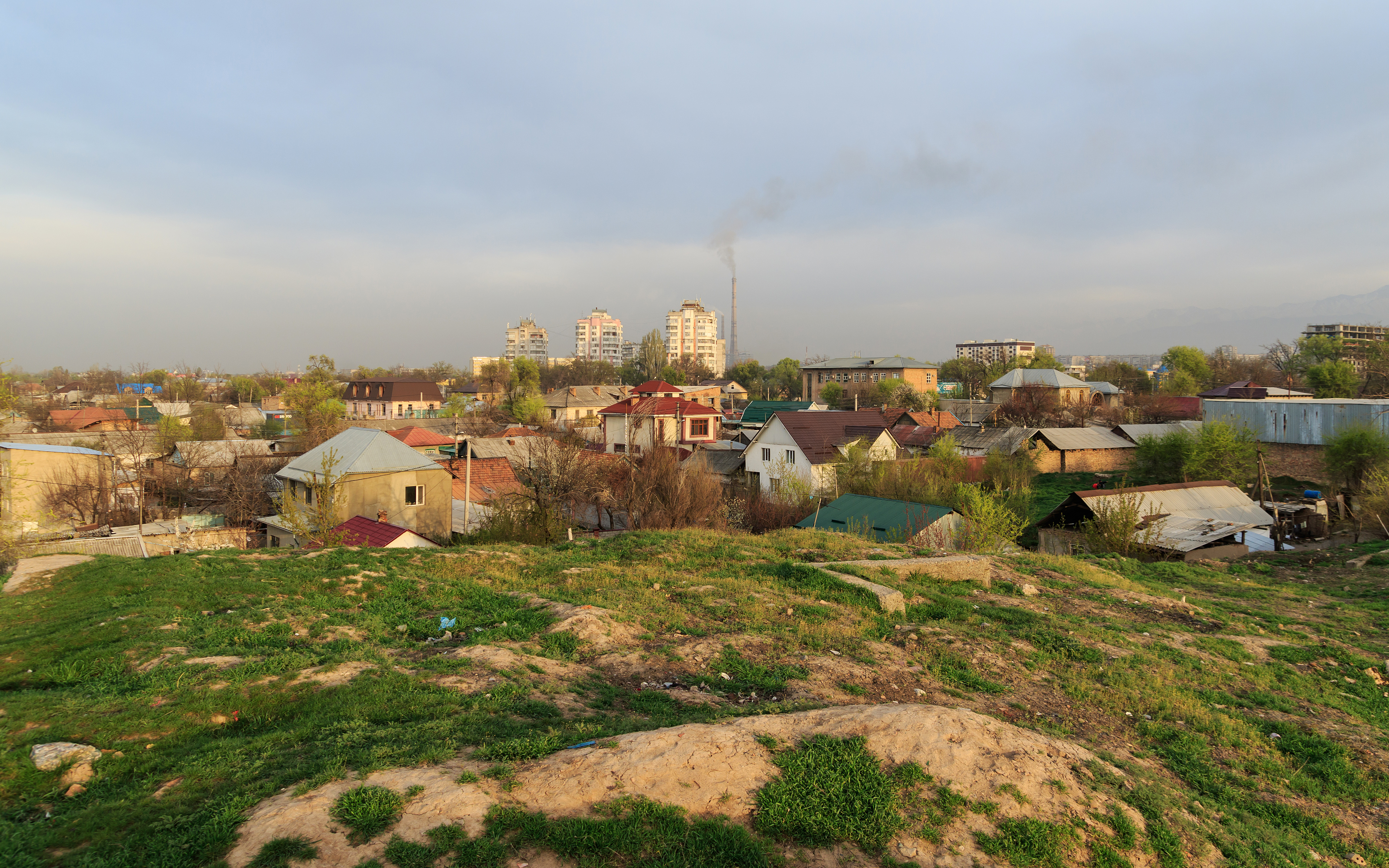
Вид на соседние жилые кварталы

Кузнечная крепость — цитадель древнего, предположительно, согдийского города Джуль, расположенная в Свердловском районе города Бишкека, столице Кыргызской Республики. На данный момент представляет собой холм, в народе называемый Кузнечкой, как и окружающий его исторический район. Сохранились другие фортификационные холмы, часть стен и часть башни.

## Происхождение названия
Название возникло по одной из версий, после падения Кокандского ханства и начала переселения татар-кузнецов в данный район.

## Описание
Крепость занимала площадь около 6 га и была окружена глубоким рвом, возвышаясь не более 10 м. Поселение существовало с VII века и в исторических документах именуется как Джуль. Город располагался на караванном пути (Шёлковый путь) и его посещали купцы с востока и запада. С XV века в местности находились кочевья киргизов. Городище возродилось в 1825 году, когда долину захватил Ляшкер Кушбеги, сановный военачальник кокандского хана. Кокандцы возвели несколько укреплений, в том числе Кузнечную крепость. Действовал самотёчный керамический водопровод, который сейчас хранится в музее.
В начале XX века район заселяли переселенцы Самарской, Тамбовской и Пензенской губернии. Тогда же крепость была разобрана на постройки. В середине прошлого века район начал активно заселяться и сейчас представляет собой, в основном одноэтажные дома.